# Polyuronide
Polyuronide sind Polysaccharide, welche Uronsäuren enthalten, z. B. D-Mannuronsäure, D-Galacturonsäure oder D-Glucuronsäure. Die Uronsäuren liegen immer in Pyranoseform vor und verleihen den Makromolekülen einen sauren Charakter, sowie die Fähigkeit, Wasser einzulagern und damit ein Gel zu bilden.
Gelbildende Pektine, Alginsäuren und viele Pflanzenschleime gehören zu den pflanzlichen Polyuroniden. Man findet Polyuronide auch in der Exopolysaccharidschicht oder Schleimkapsel (siehe Periplasmatischer Raum) mancher Bakterien, zum Beispiel bei Pseudomonas aeruginosa oder Azotobacter vinelandii.